# De fyra vindarnas mössa

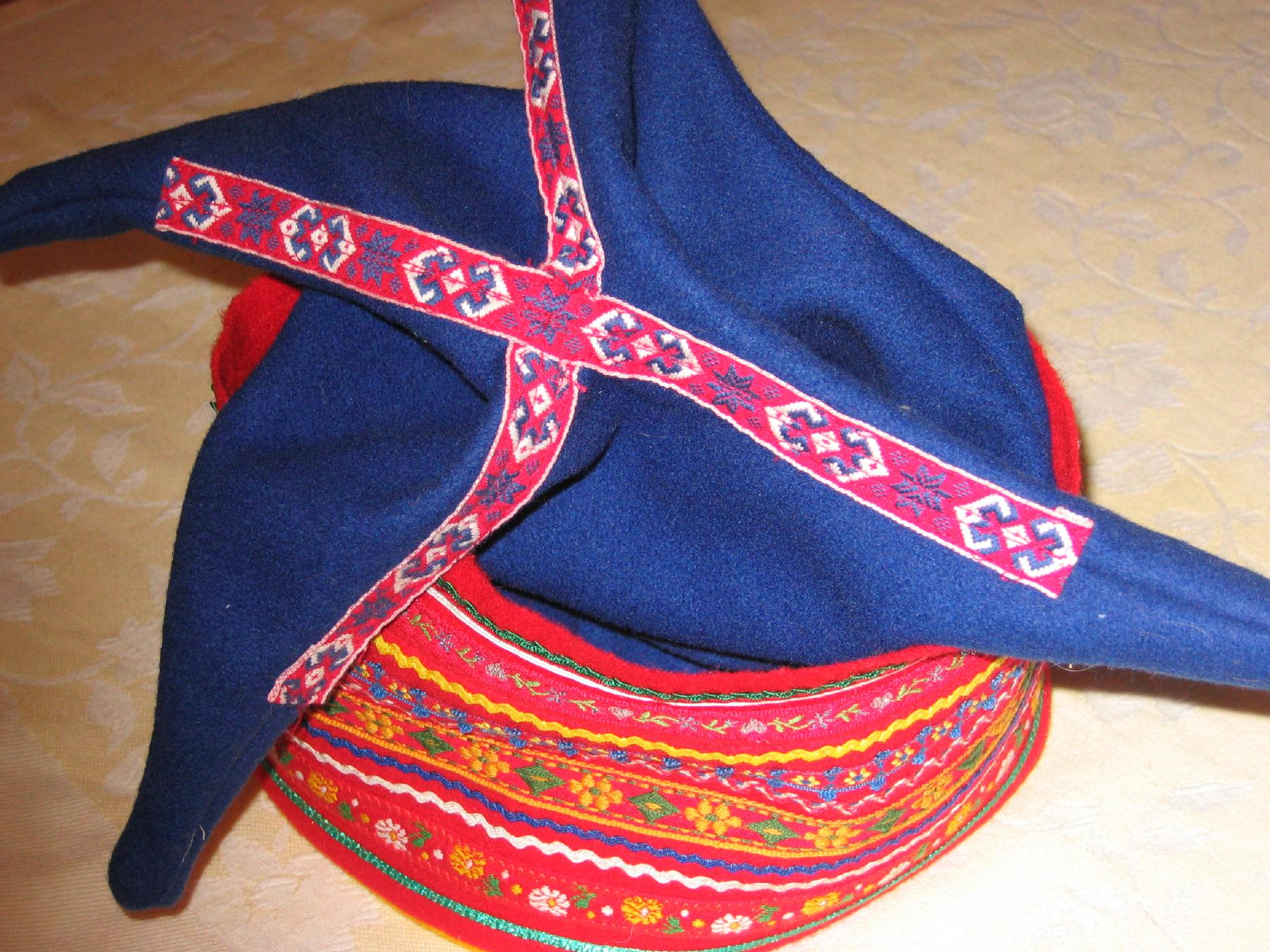
De fyra vindarnas mössa.

De fyra vindarnas mössa (samiska: sávká eller ćiehgahpir) är en huvudbonad försedd med fyra långa snibbar som används av samiska män inom vissa delar av nordsamiskt område.

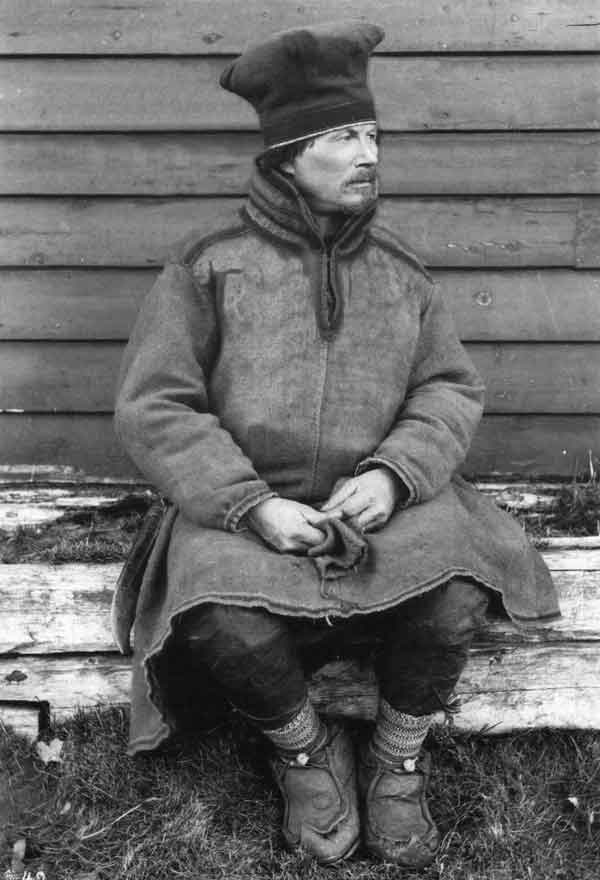
Från början var mössan fyrkantig utan särskilt förlängda hörn. Här Lars Jacobsen Hætta från Kautokeino, fotograferad 1882 eller 1883.

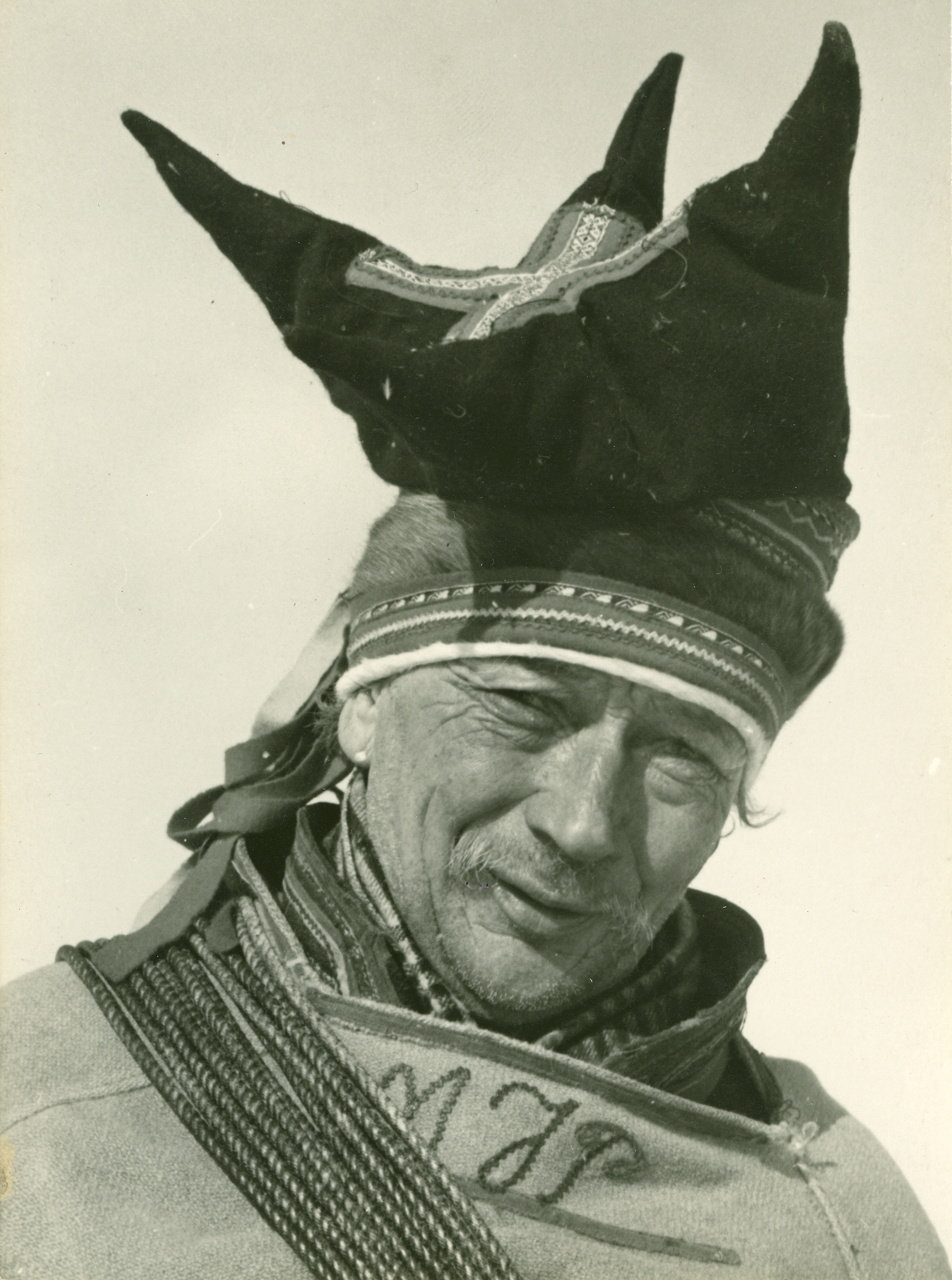
Senare förlängdes hörnen till långa horn. Mattis Johansen Pentha, brevbärare på Finnmarksvidda.

De fyra vindarnas mössa anses ha utvecklats av samer på Varangerhalvön efter förebild av mössor som bars av ryska skeppare och handelsmän i början av 1800-talet. Mössan var från början fyrkantig, men spetsarna förlängdes snart till långa snibbar eller horn, lite olika på olika ställen. Från Ishavskusten har mössan spritts och blivit vanlig bland samer i norra Norge och Finland. Den har även införts till Karesuando och Jukkasjärvi i norra Sverige med inflyttande Kautokeinosamer, men den används numera bara i Karesuando. Karesuandovarianten är en vintermössa som på insidan kan ha en värmande kudde fylld med renhår eller dun. Den är den enda varianten av de fyra vindarnas mössa som är försedd med skärm.
De fyra vindarnas mössa kallas i Karesuando för sávká och i Nordnorge för ćiehgahpir. I Finland används båda orden.